# Australopacifica civis
Australopacifica civis är en plattmaskart som först beskrevs av Cardale 1941.  Australopacifica civis ingår i släktet Australopacifica och familjen Geoplanidae. Inga underarter finns listade i Catalogue of Life.